# Колодница (Львовская область)
Колодница (укр. Колодниця) — село в Грабовецко-Дулибской сельской общине Стрыйского района Львовской области Украины.
Население по переписи 2001 года составляло 368 человек. Занимает площадь 10,24 км². Почтовый индекс — 82436. Телефонный код — 3245.